# James Montgomery (Schwimmer)
James Paul „Jim“ Montgomery (* 24. Januar 1955 in Madison, Wisconsin) ist ein ehemaliger US-amerikanischer Schwimmer.

## Leben
Jim Montgomery war der erste Schwimmer, der die 100 m Freistil unter 50 Sekunden schwamm (49,99 s).
Montgomery wurde bei den Olympischen Spielen 1976 in Montreal Olympiasieger über 100 m Freistil (49,99 s) und mit den beiden Staffeln der USA über 4 × 100 m und 4 × 200 m Freistil. 1973 war er bereits in Belgrad Weltmeister über 100 und 200 m Freistil geworden. Von 1973 bis 1977 war Montgomery Student an der Indiana University, wo er unter Trainer James Counsilman trainierte.
Jim Montgomery schwamm insgesamt 11 Weltrekorde, 7 davon in Staffeldisziplinen.
Im Jahr 1986 wurde er in die Ruhmeshalle des internationalen Schwimmsports aufgenommen.

## Veröffentlichungen (Auswahl)
- Mastering Swimming / Your guide for fitness, training, and competition, von Jim Montgomery/Mo Chambers, Human Kinetics Publishers, Oktober 2008, ISBN 978-0-7360-7453-7